# Elektrodinamika
Az elektrodinamika az elektromosság, mágnesség és hullámoptika egységes elmélete. A villamosságtan alkalmazott elektrodinamikának is tekinthető.

## Az elektromosság és mágnesség története
Az elektromos és mágneses jelenségek már az ókorban is ismertek voltak, de valódi természetüket felismerni és tulajdonságaikat matematikai formába önteni csak az újkorban sikerült. Coulomb felfedezte az elektrosztatika alaptörvényét, Volta és Galvani az elektromos áramok jelenségét. A mágnességet már a középkorban Petrus Peregrinus kísérletileg vizsgálta, munkáját a Föld mágnességének vizsgálatával az újkorban William Gilbert folytatta. Oersted a róla elnevezett kísérlet során fedezte fel az elektromos és mágneses jelenségek kapcsolatát, Ampère az áramok kölcsönhatását, Faraday a mágneses indukciót. A koronát munkásságukra Maxwell, a 19. század egyik legnagyobb elméleti fizikusa tette fel az elektromágnesség egységes elméletének megalkotásával.

## Maxwell-egyenletek
Maxwell az Ampère-törvényt kiegészítette az időben változó elektromos tér keltette mágneses térrel, és a további egységesítésként Coulomb elektrosztatikus potenciálja mintájára bevezette a vektorpotenciál fogalmát. Egyenleteivel megjósolta az elektromágneses hullámok létezését, amelyeket később Hertz fedezett fel.

## Mértékszabadság
A Maxwell-egyenletek elektromos és mágneses erőtereit származtathatjuk a skalárpotenciálból (elektrosztatikus potenciálból) és a vektorpotenciálból (mágneses vektorpotenciál). Ezek a potenciálok azonban nem szigorúan meghatározott mennyiségek. Régóta ismert, hogy az elektrosztatikus potenciálhoz hozzá lehet adni egy tetszőleges állandó mennyiséget, ezzel mintegy eltolva a helyzeti energia nullpontját. Az elektromos erőtér és a Maxwell-egyenletek változatlanok maradnak.
Ennél általánosabb szabadság is létezik a potenciálok megválasztásában. Tetszőleges hely- és időfüggésű {\displaystyle \psi (\mathbf {x} ,t)} függvényből kiindulva ennek gradiensét a vektorpotenciálhoz adva, ugyanakkor az inverz fénysebességgel szorzott parciális időderiváltját a skalárpotenciálból levonva az erőterek és a Maxwell-egyenletek változatlanok maradnak. Ezt hívjuk az elektrodinamika mértékszabadságának, a felvázolt transzformációt pedig mértéktranszformációjának.

## Kvantum-elektrodinamika
A kvantumelmélet elméleti alapjain, a klasszikus elektrodinamika mértékszabadságát az elektromágneses térről az anyagi (töltött) részecskékre is kiterjesztve jött létre az első sikeres kvantumtérelmélet, a kvantum-elektrodinamika, amiért Feynman, Tomonaga és Schwinger 1965-ben megosztott fizikai Nobel-díjat kapott. A kvantum-elektrodinamika kiterjesztése, az elektrogyenge elmélet a részecskefizika standard modelljének egyik alappillére.